# Seznam kulturních památek v Teplicích nad Metují
Tento seznam nemovitých kulturních památek ve městě Teplice nad Metují v okrese Náchod vychází z  Ústředního seznamu kulturních památek ČR, který na základě zákona č. 20/1987 Sb., o státní památkové péči, vede Národní památkový ústav jako ústřední organizace státní památkové péče. Údaje jsou průběžně upřesňovány, přesto mohou obsahovat i řadu věcných a formálních chyb a nepřesností či být neaktuální. 
Pokud byly některé části dotčeného území vyčleněny do samostatných seznamů, měly by být odkazy na tyto dílčí seznamy uvedeny v úvodu tohoto seznamu nebo v úvodu příslušné sekce seznamu.

## Teplice nad Metují
|  | Kategorie „Church of Saint Lawrence (Teplice nad Metují) “ na Wikimedia Commons | Hledat fotografie a kategorie ve Wikimedia Commons podle rejstříkového čísla památky | Nahrát snímek k tomuto tématu do úložiště Wikimedia Commons |  |

|  |  | Hledat fotografie a kategorie ve Wikimedia Commons podle rejstříkového čísla památky | Nahrát snímek k tomuto tématu do úložiště Wikimedia Commons |  |

|  | Kategorie „Teplice nad Metují Castle “ na Wikimedia Commons | Hledat fotografie a kategorie ve Wikimedia Commons podle rejstříkového čísla památky | Nahrát snímek k tomuto tématu do úložiště Wikimedia Commons |  |

|  | Kategorie „Church of Saint Mary of Help (Teplice nad Metují) “ na Wikimedia Commons | Hledat fotografie a kategorie ve Wikimedia Commons podle rejstříkového čísla památky | Nahrát snímek k tomuto tématu do úložiště Wikimedia Commons |  |

|  | Kategorie „Střmen “ na Wikimedia Commons | Hledat fotografie a kategorie ve Wikimedia Commons podle rejstříkového čísla památky | Nahrát snímek k tomuto tématu do úložiště Wikimedia Commons |  |

## Dolní Teplice
|  |  | Hledat fotografie a kategorie ve Wikimedia Commons podle rejstříkového čísla památky | Nahrát snímek k tomuto tématu do úložiště Wikimedia Commons |  |

|  | Kategorie „Water mill (Teplice nad Metují) “ na Wikimedia Commons | Hledat fotografie a kategorie ve Wikimedia Commons podle rejstříkového čísla památky | Nahrát snímek k tomuto tématu do úložiště Wikimedia Commons |  |

## Dědov
| Památka                      | Fotografie                                                      | Rejstříkové číslo v ÚSKP                                                             | Sídelní útvar                                               | Poloha                                       | Popis a poznámky |
| ---------------------------- | --------------------------------------------------------------- | ------------------------------------------------------------------------------------ | ----------------------------------------------------------- | -------------------------------------------- | --- |
| Kaple svaté Anny (Q26159221) | \| \| \| \| \| \|                                               | 12882/6-5802 Pam. katalog MIS                                                        | Dědov                                                       | st. 68 50°33′36,13″ s. š., 16°11′8,18″ v. d. | Barokní zděná kamenná kaple sv. Anny o délce cca 4 m a šířce 3,5 m, půlkruhovou apsidou orientovaná na jih, průčelím na sever. S autentickým vročením 1755. Jedna z nejstarších staveb tohoto druhu v regionu. Památkově chráněno od 14. listopadu 1994. |
|                              | Kategorie „Chapel of Saint Anne in Dědov “ na Wikimedia Commons | Hledat fotografie a kategorie ve Wikimedia Commons podle rejstříkového čísla památky | Nahrát snímek k tomuto tématu do úložiště Wikimedia Commons |                                              | |

## Lachov
| Památka              | Fotografie                                                | Rejstříkové číslo v ÚSKP                                                             | Sídelní útvar                                               | Poloha                                                            | Popis a poznámky |
| -------------------- | --------------------------------------------------------- | ------------------------------------------------------------------------------------ | ----------------------------------------------------------- | ----------------------------------------------------------------- | --- |
| Krucifix (Q37452727) | \| \| \| \| \| \|                                         | 50503/6-6046 Pam. katalog MIS                                                        | Lachov                                                      | při domě čp. 11, pp. 693/4 50°34′53,21″ s. š., 16°11′19,74″ v. d. | krucifix na náročně reliéfně dekorované podstavě, s pilířky ohrazení a schůdky. Pozdně barokní kamenný kříž z roku 1781. Památkově chráněno od 24. června 1998. |
|                      | Kategorie „Wayside cross in Lachov “ na Wikimedia Commons | Hledat fotografie a kategorie ve Wikimedia Commons podle rejstříkového čísla památky | Nahrát snímek k tomuto tématu do úložiště Wikimedia Commons |                                                                   | |

## Skály
|  | Kategorie „Skály Castle “ na Wikimedia Commons | Hledat fotografie a kategorie ve Wikimedia Commons podle rejstříkového čísla památky | Nahrát snímek k tomuto tématu do úložiště Wikimedia Commons |  |

|  | Kategorie „Bischofstein (Skály) “ na Wikimedia Commons | Hledat fotografie a kategorie ve Wikimedia Commons podle rejstříkového čísla památky | Nahrát snímek k tomuto tématu do úložiště Wikimedia Commons |  |

## Zdoňov
|  | Kategorie „Pillory in Zdoňov “ na Wikimedia Commons | Hledat fotografie a kategorie ve Wikimedia Commons podle rejstříkového čísla památky | Nahrát snímek k tomuto tématu do úložiště Wikimedia Commons |  |

|  | Kategorie „Church of Holy Trinity (Zdoňov) “ na Wikimedia Commons | Hledat fotografie a kategorie ve Wikimedia Commons podle rejstříkového čísla památky | Nahrát snímek k tomuto tématu do úložiště Wikimedia Commons |  |

|  |  | Hledat fotografie a kategorie ve Wikimedia Commons podle rejstříkového čísla památky | Nahrát snímek k tomuto tématu do úložiště Wikimedia Commons |  |

|  |  | Hledat fotografie a kategorie ve Wikimedia Commons podle rejstříkového čísla památky | Nahrát snímek k tomuto tématu do úložiště Wikimedia Commons |  |